# プランテーション

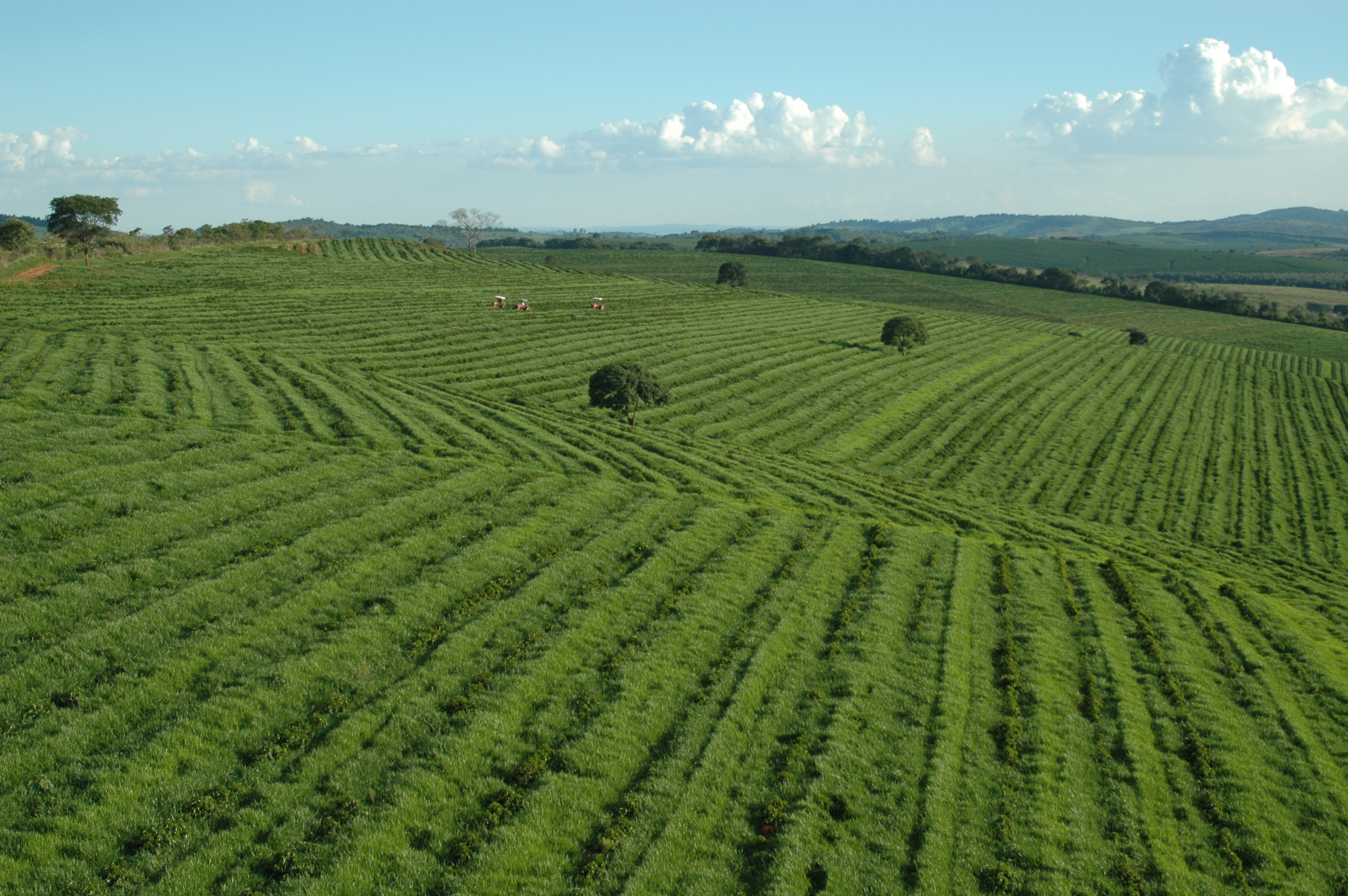
コーヒーのプランテーション（ブラジル）

プランテーション（plantation）とは、熱帯、亜熱帯地域の広大な農地に大量の資本を投入し、国際的に取引価値の高い単一作物を大量に栽培する（モノカルチャー）大規模農園またはその手法をさす。
植民地主義によって推進され、歴史的には先住民や黒人奴隷などの熱帯地域に耐えうる安価な労働力が使われてきた。多くの国々が脱植民地化を経た現代では途上地域などの現地雇用を主な働き手とする場合が増えている。経営主体は、国営/企業/民間など様々である。経営する側を、プランターと呼ぶ場合もある。生産国の経済を支え、日本を含め諸国が安価な輸入品を享受できる一面を持つが、後述の問題をはらんでいる。

## 人道上にある問題
この「安価な労働力」は、かつては植民地の原住民あるいは奴隷であり、現在は発展途上国の農民であり、労働者の人権が問題とされることがある。また開発されてきた土地は、先住民族の居住区または利用してきた土地・森林を多く含む。
こうした問題に対する国際的な取り組みとして、1957年には原住民及び種族民条約（ILO条約107号、1989年に第169号に改正）、1958年には農園労働者の雇用条件に関する条約（ILO条約第110号）、2007年には先住民族の権利に関する国際連合宣言が採択された。
こうした制度の下では、先住民族はたとえ正式な土地権利の書類を持ちあわせていなくとも、慣習的な権利は国際的または国内法上で認められている。しかし現実の開発では、土地利用についての適切な調査、あるいは事前の説明・協議（FPIC; en:free, prior and informed consentと呼ばれる同意手続き）が行われないまま強硬に進められたとして、紛争が生じる例もある。

## 環境問題
水質汚染・森林破壊・農薬問題などの環境破壊が問題とされることも多い。FoE Japanによれば、プランテーションの造成の仕方によっては、ある程度の生息地を残すことも可能だが、基本的には、熱帯林がプランテーションに転換されると、約8割から10割の哺乳動物、爬虫類、鳥類が消失してしまうという。熱帯林は一度伐採・開発してしまうと再生が難しく生態系の復活は極めて困難であるとされている。
天然林のプランテーション化で気候変動の影響も危惧される。特に泥炭湿地林を伐採する場合、地中に蓄えられている炭素が二酸化炭素として空気中に排出されてしまう。泥炭地は水に浸かった土壌で植物遺骸の分解が遅れ、堆積して形成される有機質土（泥炭土）で、大量の炭素を貯蔵している。

## 経済・飢餓の問題
コーヒー、カカオ、タバコ、天然ゴム、サトウキビ、アブラヤシ、綿（綿花）その他、バナナなど果物類がプランテーション作物としてよく知られている。プランテーション作物の多くは商品作物であり、生産国はその輸出で外貨を稼ぐ。商品作物に依存している度合いが高い国の場合、自然災害などの影響を受けると経済が立ち行かなくなってしまう。モノカルチャー経済とも呼ばれるこの構造が原因で国内で必要とされる食物の生産がおろそかになり、飢餓の原因の一つになっているとされる。単一作物を大量生産して国際市場に出荷するため、時折供給過剰による価格の暴落を招くことも多い。

また、特に中米のバナナ共和国と呼ばれる国々で見られるように、先進国のプランテーション企業が巨大な力を持ち、現地政府を牛耳ってしまう例も見られる。
農家が企業との契約を企業に対して有利と知らずに結び、農家の自費による追加投資が企業から強制された後、企業から突然に契約解除を突き付けられ農家が多額の債務を背負わされる例が多発している。これは知識水準の差に付け込んだ搾取である。

## 国際取引における施策
プランテーションにおける問題は、違法伐採など法令・条約に基づくものもあれば、持続可能な開発の観点に基づくものもある。
違法伐採に由来する違法材やその製品は、少なからず先進国に輸出されており、その活動を経済的に支えてきた。これを改めるため1990年代以降、輸入国側における違法材対策として、取引での合法性確認（デューディリジェンス）を要求する制度を作る動きが生まれた。この中には例えば、欧州連合のFLEGTおよびEU木材規則（EUTR）、米国の改正レイシー法、日本のグリーン購入法およびクリーンウッド法がある。
また前述の法令・条約とは別に、1990年代以降、NGOや企業、消費者団体、地域などの参加によって、様々な自発的な持続可能性のための基準（VSS; voluntary sustainability standard）が策定・運用され、環境ラベリング制度として利用されている。例えば、レインフォレスト・アライアンスや持続可能なパーム油のための円卓会議（RSPO）が策定する認証制度や、森林管理協議会（FSC）やPEFC森林認証プログラム（PEFC）で策定される森林認証制度があり、PEFCやFSCではILO条約またはそれに準じた指標の遵守がその国で批准されていなくとも求められる。
NGOのキャンペーンによって、特定のプランテーション企業に対して圧力をかける動きもある。例えば、アジア最大規模の紙・パルプ企業であり250万ヘクタールの伐採権を持つインドネシアのアジア・パルプ・アンド・ペーパー（APP）社は、2000年代以降、複数のNGOから環境破壊や人道上の問題を指摘されてきた。こうしたNGOのキャンペーンやCSR調達の浸透により、オフィスデポ、ディズニー、富士フイルムビジネスイノベーション、リコーなど、2013年までに100社以上の企業がAPP社との取引を中止した。APP社はこうした動きを受けて、2013年に天然林の伐採を停止し、供給企業や住民による違法伐採や火災対策を強化し、同社が管理する天然林の年間減少率は2019年にはかつての5%から0.15%に抑制されたとされる。
また、インドネシアの植林地での野焼きにより煙害被害を受けてきたシンガポールでは、NGOがこうした野焼きに関与する企業からの調達を自粛する企業をHaze-freeとし、企業の参加署名を求め、消費者などにリストを公開するといった活動をしている。

## プランテーション作物の主な生産国

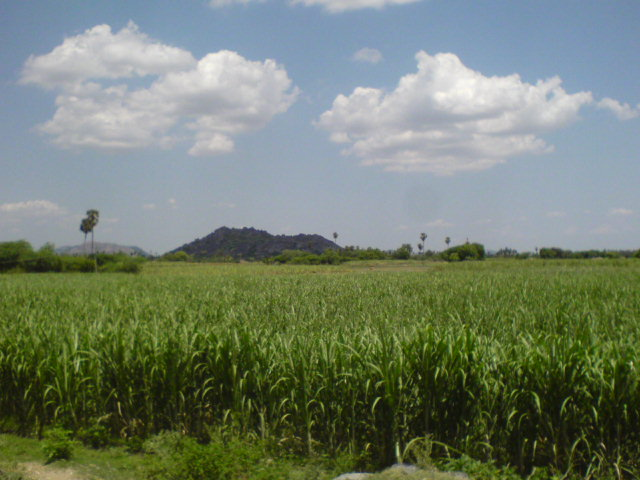
サトウキビのプランテーション（インド）

- サトウキビ （ブラジル、インド、中国、マレーシア）
- 茶（インド、中国、スリランカ）
- カカオ （コートジボワール、ガーナ、インドネシア、マレーシア）
- コーヒー （ブラジル、ベトナム、コロンビア）
- バナナ （インド、エクアドル、フィリピン、ブラジル）
- アブラヤシ パームヤシ（インドネシア、マレーシア）
- 天然ゴム （タイ、インドネシア、インド、マレーシア）

FAO生産年鑑 2002年

## プランテーション作物の輸出の割合が多い国
- エチオピア（コーヒー）
- ケニア（茶、コーヒー）

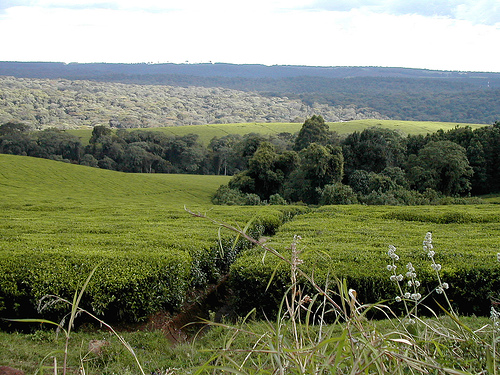
茶のプランテーション（ケニア）

- セントビンセント・グレナディーン諸島（バナナ）
- エクアドル（バナナ）
- ガーナ（カカオ）

貿易統計年鑑 2000年